# Schloss Horneburg

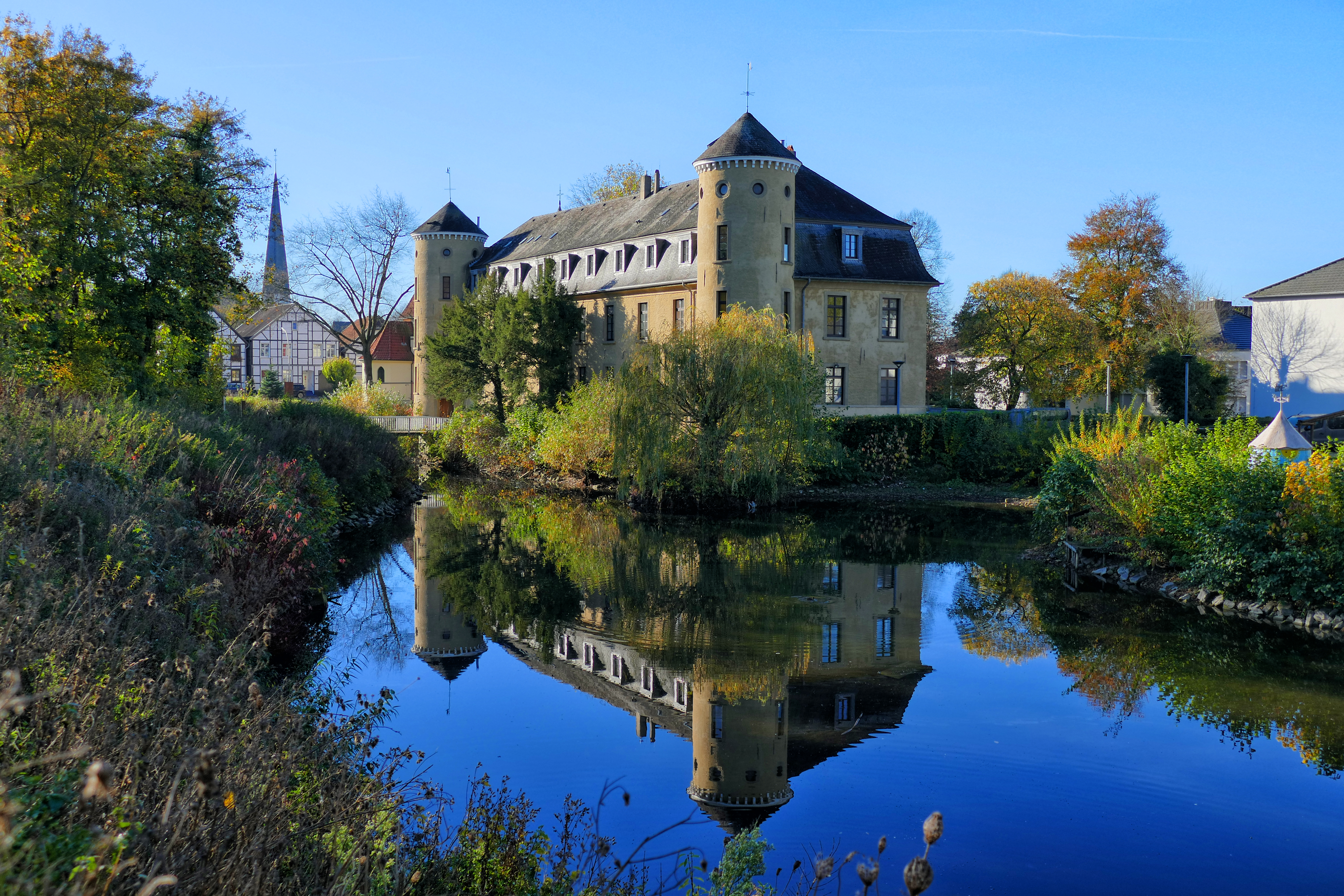
Blick von Nordost 2022

Das Schloss Horneburg ist ein ehemaliger Adelssitz in Datteln. Hier war bis 1418 der Sitz der Herren von Oer.

## Geschichte
Die erste urkundliche Erwähnung findet sich für die Horneburg 1220 in der Großen Vogteirolle des Grafen Friedrich von Isenberg-Altena. Dort ist vermerkt, dass zum Oberhof Richrode Horneburch gehörte. In einem Sühnevertrag zwischen dem Kölner Erzbischof Friedrich III. von Saarwerden und dem Grafen Engelbert IV. von der Mark vom 29. Oktober 1384 wurde die Horneburg in dem Vest Recklinghausen erwähnt.
Spätestens seit dem Ende des 12. Jahrhunderts stand an der Spitze des Reichshofes Oer, zu dem die Horneburg gehörte, die Familie von Oer. Die Einkünfte des Hofes flossen dem Kölner Domkapitel zu. 1389 konnte Heydenrich von Oyre (Heidenreich von Oer) den Reichshof Oer mitsamt der Horneburg vom Kölner Domkapitel käuflich erwerben. Er ließ die Burg erweitern und stark befestigen. Sein Sohn Heinrich von Oer versuchte, landeshoheitliche Rechte über die umliegenden Ortschaften auszuüben. Er wurde 1418 besiegt und musste die Horneburg verlassen.

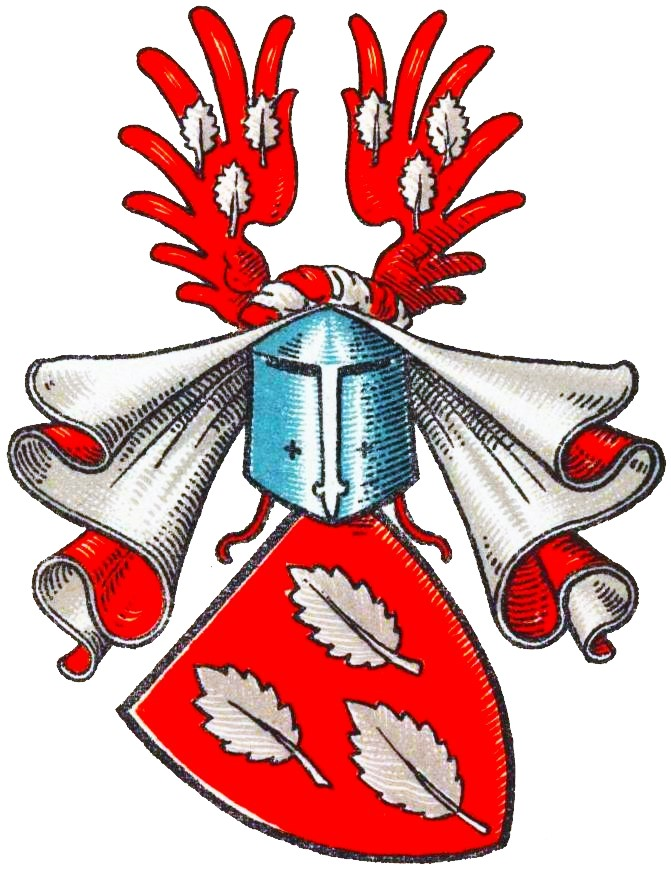
Wappen derer von Horneburg im Wappenbuch des Westfälischen Adels

Nach der Burg nannten sich die Herren von Horneburg, die noch 1421 vorkommen. Ihr Wappen zeigt in Rot drei (2:1) silberne Blätter. Auf dem rot-silbern bewulsteten Helm mit rot-silbernen Helmdecken ein offener roter Flug, jeder Flügel mit den drei Blättern belegt.
Der weit ausgedehnte Grundbesitz des Kurfürsten von Köln umfasste Äcker, Weidegründe, Wälder, Gebäude, Mühlen und Bauerngüter. Die privat- und öffentlich-rechtlichen Nutzungen erforderten eine besondere Verwaltungsstelle. Zunächst befand sich diese in Recklinghausen. Verwalter war der Kellner. 1410 wurde der Geistliche Johann Droege als Kellner erwähnt. Die Verlegung der Kellnerei nach Horneburg (nach 1420) war ein schwerer Schlag für die Kaufleute und Gewerbetreibenden, da die Bauern, die ihre Abgaben ablieferten oder ihren Dienstpflichten genügten, bei dieser Gelegenheit mancherlei Einkäufe tätigten und jetzt der Stadt fernblieben. Gründe für die Verlegung waren die krummen und winkligen Straßen Recklinghausens, die Enge der städtischen Verhältnisse und der Mangel an geeigneten Gebäulichkeiten für die Aufspeicherung des Getreides und die Unterbringung des zahlreichen Viehes. Die Horneburg dagegen bot günstige Platzverhältnisse und geräumige Wirtschaftsgebäude. Sie wurde der Mittelpunkt der Landes- und Güterverwaltung, die kurfürstliche Rentmeisterei im Vest. Als erster Kellner auf dem Schloss Horneburg wurde 1425 Ludolf Hechelen erwähnt. 1431 wurde die Horneburg mit Kapelle vom Erzbischof von Köln vollends in Besitz genommen. 1473 war Dirick van der Knippenborch Drost zur Horneburg, 1522 hatte das Amt Cordt vom Darle inne.

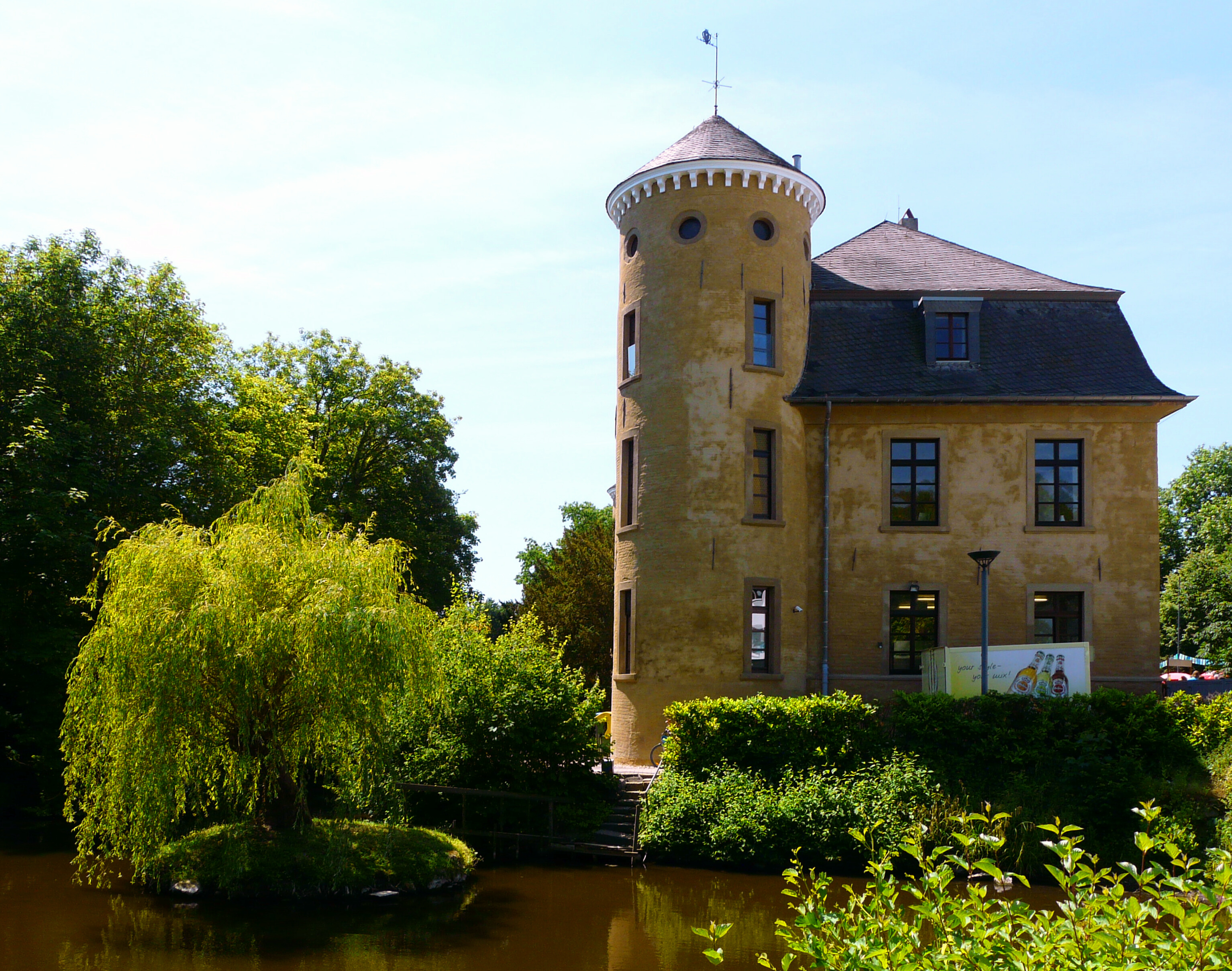
Nordseite des Schlosses

Gebhard Truchseß von Waldburg (1547–1601) wurde 1577 zum Erzbischof von Köln gewählt. 1583 wurde er evangelisch. Sein Nachfolger, Ernst von Bayern (1554–1612), führte einen Krieg gegen ihn, den er 1589 gewann. In diesem Truchsessischen oder Kölnischen Krieg ging es darum, ob das Erzbistum Köln und damit auch das Vest katholisch blieb oder evangelisch wurde. Die Horneburg wurde von dem truchsessischen Obersten Engelbert von der Lippe am 31. Mai 1583 besetzt. Das Vest konnte aber zurückgewonnen werden. Ernst von Bayern hielt im Mai 1584 einen Landtag auf der Horneburg ab.
Die Horneburg war in den Jahren 1588 bis 1590 der Schauplatz mehrerer Hexenprozesse. Sie war Sitz des Vestischen Kriminalgerichtes und des Gefängnisses.
Am 25. Juli 1646 ließ der französische Marschall Henri de La Tour d’Auvergne, vicomte de Turenne Schloss und Freiheit niederbrennen, um sich wegen einer militärischen Niederlage im Gebiet von Lünen-Hamm, aber auch wegen eines Angriffes auf seine Nachhut zu rächen. Am 22. Oktober 1658 wurde Johan [sic] Mathias Pranghe zum neuen Kellner auf der Horneburg bestellt. Er sagte, er habe ein ungastliches Haus betreten, verwüstet, mit demolierten Fenstern und Türen. Im Viehstall habe er nicht einmal eine Futterkrippe vorgefunden, die Kellnereiwohnung habe nur eine kleine Stube und von der Küche ziehe der Rauch dorthin. Für seine Bemühungen um eine Neuorganisation der Verwaltung wurde ihm 1665 der Titel Oberkellner verliehen.
Nach dem Dreißigjährigen Krieg wurde die zerstörte Hauptburg nicht mehr wiederhergestellt. Die ehemalige Vorburg dagegen wurde als Herrenhaus in den Dimensionen eines Schlosses wiederaufgebaut und später auch als Verwaltungsgebäude genutzt. Am 23. Mai 1698 war Zar Peter I. auf seiner Reise von Amsterdam nach Wien in Horneburg.
1802 fiel das Schloss an den Herzog von Arenberg. Von 1907 bis 1959 war eine Haushaltungsschule für Bauerntöchter auf dem Schloss. Von 1959 bis 1965 unterhielt der Diözesan-Caritasverband Münster im Schloss ein Müttererholungsheim. Das Gebäude gehört dem Kreis Recklinghausen und wurde zwischen 1965 und 2023 als Förderschulinternat genutzt. Am 22. September 2023 wurde es aufgrund sich veränderter Klientel in Jugendhilfe Schloss Horneburg umbenannt.

## Namenserklärung
Horn kommt in Ortsnamen vor und bezeichnet ein spitz zulaufendes Landstück. Zum Beispiel kann ein Feld in einen Wald hineinragen. Eine andere Deutung spricht von einer Bodenschwelle oder trockenen Anhöhe, die im Sumpfland vorspringt. Eine dritte Deutung sieht darin einen Wassernamen mit der Bedeutung schmutzig, dunkel, grau, durch Umwelteinflüsse auch weiß und blass-blau. Bei der Beurteilung der Etymologie ist darauf zu achten, dass der Vorgängerbau der Horneburg arx Horneburgensis sich nördlich der späteren Hauptburg befand. Möglicherweise haben Sachsen einen Ortsnamen aus ihrer ursprünglichen Heimat an der Niederelbe mitgebracht. Die Sage nennt einen Ritter Goddert von Horne.

## Schlosskapelle

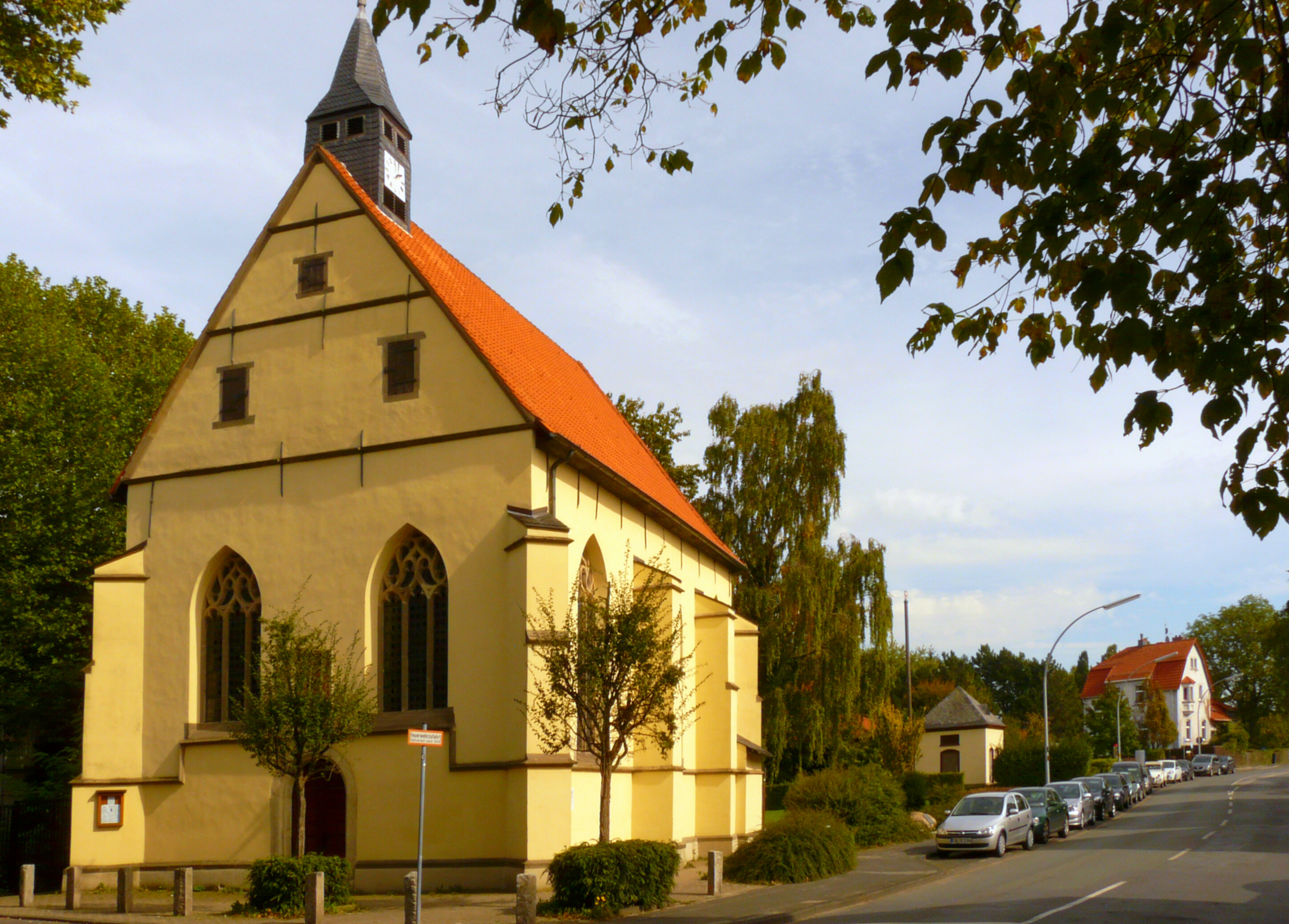
Alte Pfarrkirche St. Maria Magdalena

In der Urkunde vom 8. Januar 1332 wurde als Zeuge erwähnt: Herr Engilbertus, genannt Pastor von der Hornenburg (dictus de Hornenburg). Hier handelte es sich um eine Bescheidenheitsfloskel. Bernhard von Clairvaux schrieb: Bernhardus, abbas dictus de Claravalle (Bernhard, genannt Abt von Clairvaux).
1610 erhielt die Kirche in Horneburg das Recht, die Taufe zu spenden, und zwar unter Heinrich Barckhoff (etwa 1610–1650), der später auch Dechant und Vestischer Kommissar wird. Unter diesem fähigen und tatkräftigen Seelsorger wurde die Kirche umgebaut und erweitert. In der Schule, die H. Barckhoff 1610 gründete, war er zunächst für zwei Jahre selber Lehrer. Er unterrichtete unter anderem Grammatik, Latein und Religion, gab aber auch eine Einführung in die Philosophie. Er wurde 1632 mit dem Kellner von hessischen Truppen als Gefangener verschleppt und 1635 in Dorsten für drei Wochen inhaftiert. Im gleichen Jahr wurde er zum Pfarrer ernannt.
1672 erhielt die Kirche uneingeschränkte Pfarrrechte. Bis 1965 war sie Pfarrkirche der hl. Maria Magdalena, seit 1968 ist sie Kirche der Russischen Gemeinde der hl. Boris und Gleb.
Die Kirche ist einschiffig, zweijochig und hat einen abgeflachten Fünfachtel-Chorschluss. Sie ist 17,7 m lang und 9 m breit. Schiff und Chor sind mit Strebepfeilern besetzt. Im Westen des Daches sitzt ein beschieferter Dachreiter, der drei Glocken trägt. Der Innenraum der Kirche ist mit Kreuzgratgewölben überdeckt, die auf Rippen zwischen rundbogigen Quergurten und auf Konsolen ruhen, teils mit Engelsköpfen versehen. Die Fenster sind spitzbogig, dreiteilig und mit schwerfälligem Mauerwerk von 1654 versehen, das in Fischblasenform gemustert ist.
Die Kirche ist mit einem Barockaltar ausgestattet. Das schwere Rahmenwerk des Hochaltares mit Akanthusranken und Putten sowie einer Darstellung der büßenden Maria Magdalena aus dem Ende des 17. Jahrhunderts umschloss im Mittelfeld eine Kreuzigungsgruppe. Daraus sind Maria und Johannes heute im Vestischen Museum, Recklinghausen zu sehen. Dies wurde ersetzt durch eine Herz-Jesu-Statue, nach 1925 durch ein Gemälde mit Maria Magdalena, Maria und Johannes unter dem Kreuz (heute in der neuen Kirche), und schließlich durch einen byzantinischen Pantokrator. An der linken Seite des Altarraums ist eine Rokoko-Sakramentsnische aus Sandstein, ein Wandtabernakel aus dem 17. Jahrhundert mit vertäfelter Holztür zwischen Steinpilastern. Ringsum ist Kartuschenwerk mit Engelsköpfen. Der Taufbrunnen stammt von 1618. Es handelt sich um ein rundes Becken mit Blattfries und Engelskopf. Die Statue Anna selbdritt ist aus Eichenholz und stammt aus dem 15. Jahrhundert. Ihre Bemalung wurde erneuert. Taufbrunnen und Anna selbdritt sind heute in der Neuen Kirche.